# Revenu marginal
 (mars 2023).
Si vous disposez d'ouvrages ou d'articles de référence ou si vous connaissez des sites web de qualité traitant du thème abordé ici, merci de compléter l'article en donnant les références utiles à sa vérifiabilité et en les liant à la section « Notes et références ».
En comptabilité de gestion, le revenu marginal ou recette marginale est le revenu supplémentaire que générera la vente d'une unité additionnelle (cette unité additionnelle désigne généralement un produit précis).

## Caractéristiques du revenu marginal

### Calcul du revenu marginal
Mathématiquement, le revenu marginal {\displaystyle \ R_{m}} est défini par la dérivée du Revenu total, {\displaystyle \ R_{T}(q)}, par rapport à la quantité produite {\displaystyle q} :

{\displaystyle R_{m}={\frac {dR_{T}}{dq}}}.
En situation de concurrence parfaite, le revenu marginal associé à la vente d'une unité supplémentaire est toujours égal au prix {\displaystyle p}. 

{\displaystyle R_{m}=p}
Dans le cas où une entreprise est en situation de concurrence imparfaite et qu'elle souhaite augmenter ses revenus, elle doit pouvoir diminuer son prix et enregistrer une augmentation de ses ventes supérieure à la diminution du prix (en termes de pourcentage).
Ainsi, comme  l'entreprise doit diminuer son prix pour augmenter ses revenus, le revenu marginal sera inférieur au prix. 

{\displaystyle R_{m}<p}